# Тоётоми Хидэёри
Тоётоми Хидэёри (яп. 豊臣秀頼, 29 августа 1593 — 4 июня 1615) — самурайский полководец средневековой Японии периода Сэнгоку. Сын Тоётоми Хидэёси от наложницы Ёдо, племянницы Оды Нобунаги.
Традиционная историография называет Хидэёри сыном Тоётоми Хидэёси. Однако многие современные историки ставят отцовство последнего под сомнение. Хидэёси имел несколько десятков наложниц, ни одна из них не забеременела в течение 30 лет его карьеры. Лишь одна из них, госпожа Ёдо, родила двух сыновей, когда ему уже перевалило за 50 лет.
В 1598 году Тоётоми Хидэёси умер. Его преемником стал 5-летний Хидэёри. Вместо малолетнего правителя страной правил совет пяти старейшин, который возглавлял Токугава Иэясу, и совет пяти управляющих, в которой председательствовал Исида Мицунари.
После битвы при Сэкигахаре в 1600 году вся реальная власть в Японии была сконцентрирована в руках Токугавы, который 3 годами позже получил титул сёгуна.
Несмотря на брак своей внучки Сен-химэ с Хидэёри, Иэясу продолжал рассматривать род Тоётоми как опасность своему режиму, так как официально являлся вассалом этого рода. В силу существования этого мощного соперника авторитет власти Иэясу как сёгуна Японии был под сомнением.
В 1614 году сёгун развязал против Хидэёри войну. На протяжении Осакских кампаний 1614 и 1615 годов род Тоётоми был уничтожен. Главная цитадель Хидэёри — замок в Осаке — сгорела вместе с телом своего хозяина. Наступила эпоха рода Токугава, правившего Японией более 250 лет.

## Тоётоми Хидэёри в культуре
Фильмы
- Фильм «Сказание о замке Осаки» («Ôsaka-jô monogatari») (режиссёр Хироси Инагаки, 1961 г., Япония)[2].
- Фильм «Принцесса Сэн и Хидэёри» («Sen-Hime to Hideyori») (режиссёр Масахиро Макино, 1962 г., Япония)[3].
- Фильм «Великие воины: Сёгун» («Warriors: Shogun»), из сериала «Великие воины» («Warriors») производства BBC, 2008 год, документально-художественный с элементами реконструкции событий. В самом начале фильма показана смерть Тоётоми Хидэёси — отца Тоётоми Хидэёри и он сам в качестве его наследника.

Живопись
- Портрет в стиле японской художественной школы XV—XIX веков Кано. Произведения школы пользовались особой популярностью в среде японских властей — сёгунов, провинциальных князей, аристократов, буддистских монастырей. Данное произведение искусства напоминает стиль выдающегося японского живописца Кано Санраку, являвшегося верным вассалом рода Тоётоми, который после гибели Тоётоми Хидэёри отказался служить сёгунату Токугава.